# Hárún ar-Rašíd
Hárún ar-Rašíd (arabsky هارون الرشيد‎, Hárún Spravedlivý (doslova: Správně vedený); 17. března 763 Rajj, Írán – 24. března 809 Tús nebo Sánábád, Írán) byl bagdádský chalífa, náboženský a politický vůdce vládnoucí muslimské rodiny Abbásovců. Jeho ohromující bohatství a počet manželek z něho učinily legendu v Pohádkách tisíce a jedné noci. Okolo roku 800 udržoval diplomatické styky se dvorem Karla Velikého a v roce 801 poslal tomuto franskému králi neobvyklý dar – slona, který zemřel roku 810 v Cáchách. Období Hárúnovy vlády (786–809) se vyznačuje vědeckou, náboženskou a kulturní prosperitou. Kromě jiného založil knihovnu Dům moudrosti.

## Život

### Dětství
Přesné datum narození budoucího chalífy Hárúna není s jistotou známo. Nejčastěji se uvádí 17. březen 763, případně 15. únor 766, v jiných pramenech jsou však uváděna i jiná data. Narodil se v městě Rajj v dnešním Íránu, kde tou dobou jeho otec al-Mahdí získával politické zkušenosti jako místokrál Chorásánu a východní části chálífátu. Perský šlechtic Jahjá íbn Chálid ibn Barmak se ujal jeho výchovy a Jahjův syn Fadl se stal soukojencem mladého prince, z pohledu islámského práva jeho bratrem. V roce 768 se Hárun s rodiči vrátil do Bagdádu, kde se jeho otec věnoval rozsáhlé výstavbě nové sídelní čtvrti na východním břehu řeky Tigris. Roku 772 se rodina znovu stěhovala, tentokrát do syrské Raqqy, která se měla stát sídlem abbásovské armády pro boje s Byzancí.

#### Prameny
- Abu l-Hasan ʿAlí al-Masʿúdí: Rýžoviště zlata a doly drahokamů. Praha, Odeon. 1983

#### Sekundární literatura
- KENNEDY, Hugh: The Court of the Caliphs: When Baghdad Ruled the Muslim World. London. Phoenix. 2005. ISBN 978-0-7538-1896-1
- LEWIS, Bernard: Dějiny Blízkého východu Praha, NLN. 2002. ISBN 80-7106-191-3
- OLIVERIUS, Jaroslav: Svět klasické arabské literatury. Brno, Atlanis. 1995. ISBN 80-7108-109-4